# Faureia roseoviridis
Faureia roseoviridis är en insektsart som beskrevs av Boris Petrovich Uvarov 1953. Faureia roseoviridis ingår i släktet Faureia och familjen gräshoppor. Inga underarter finns listade i Catalogue of Life.